# Heinrich Adolf von Bardeleben
Heinrich Adolf von Bardeleben, nascido Heinrich Adolf Schwager (Frankfurt an der Oder, 1 de março de 1819 – Berlim, 24 de setembro de 1895) foi um cirurgião e oficial sanitário alemão. Em Berlim lecionou na Charité e na Pépinière.  
Está sepultado no Alter St.-Matthäus-Kirchhof Berlin.

## Obras

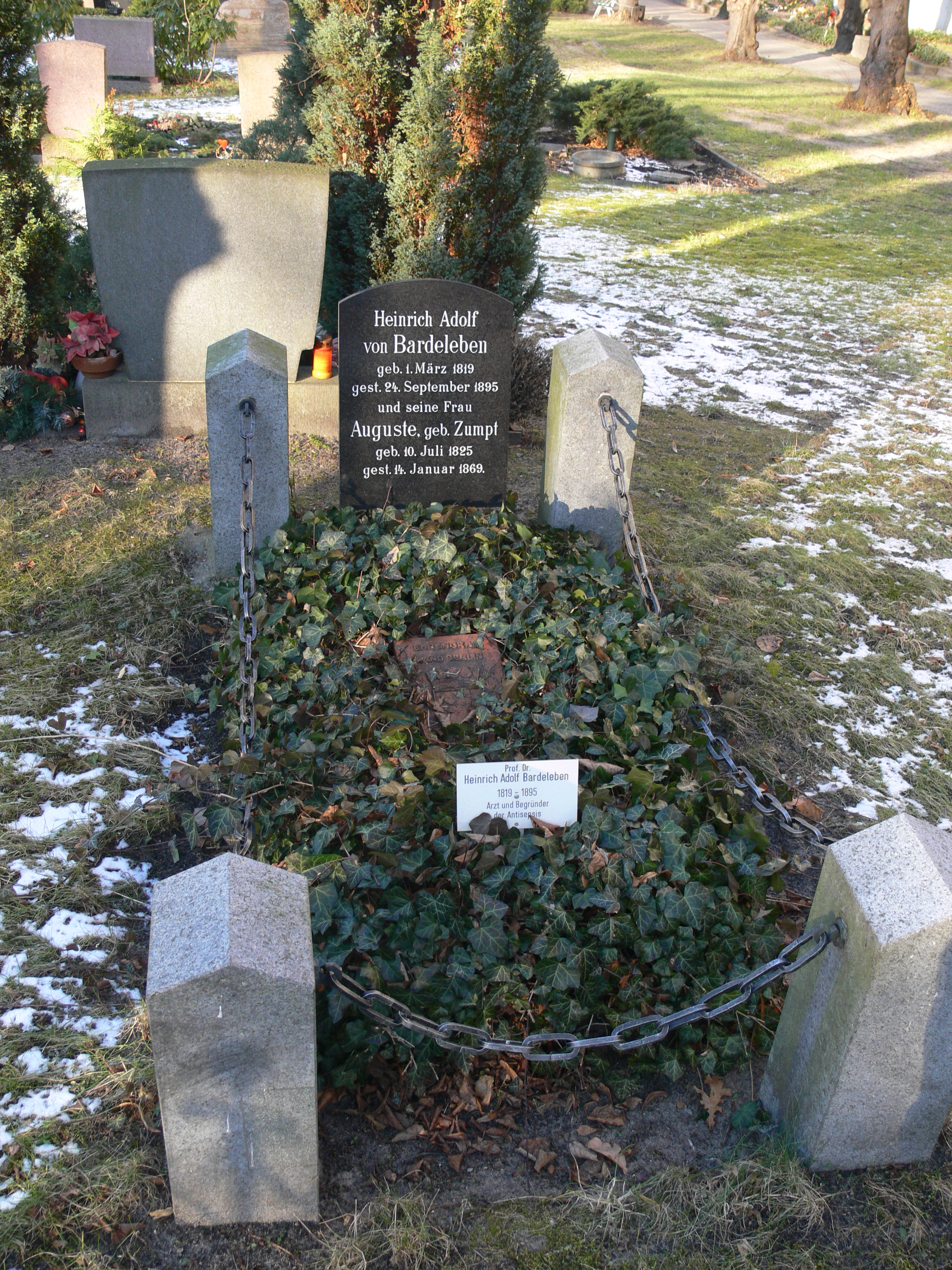
Sepultura de Bardeleben

- Lehrbuch der Chirurgie und Operationslehre. Besonders für das Bedürfnis der Studirenden, 1852–1882
- Ueber die conservative Richtung der neueren Chirurgie. Fest-Rede, 1855
- Rückblick auf die Fortschritte der Chirurgie in der zweiten Hälfte dieses Jahrhunderts. Rede, 1876
- Ueber die Bedeutung wissenschaftlicher Studien für die Ausbildung der Aerzte, Rede, 1876
- Rede zur Gedaechtnisfeier der Friedrich-Wilhelms-Universitaet zu Berlin, 1877
- Ueber die Theorie der Wunden und die neueren Methoden der Wundbehandlung, Vorträge in der Singakademie, 1878
- Ueber die kriegschirurgische Bedeutung der neuen Geschosse. Rede, 1892